# José Lopes Barbosa
José Lopes Barbosa (Maceió, ? – Três Lagoas, ?) foi um político brasileiro, havendo sido prefeito de Três Lagoas.
Casou-se com Jerônima Marques Barbosa e teve um filho, o José Marques Barbosa.
Foi nomeado prefeito pelo interventor federal no estado de Mato Grosso, César de Mesquita Serva, no dia 27 de outubro de 1934. Empossado a 29 de outubro de 1934, administrou Três Lagoas até 21 de janeiro de 1935, quando, não possuindo um substituto legal, transmitiu o cargo ao secretário da prefeitura Renato Roberto Carrato.